# Temixco
Temixco är en stad i centrala Mexiko, och är belägen i kommun Temixco i delstaten Morelos. Staden ingår i Cuernavacas storstadsområde och har 92 644 invånare (2007), med totalt 101 559 invånare (2007) i hela kommunen på en yta av 101 km². 
Terrängen runt Temixco är kuperad västerut, men österut är den platt. Terrängen runt Temixco sluttar söderut. Runt Temixco är det mycket tätbefolkat, med 3 134 invånare per kvadratkilometer. Närmaste större samhälle är Cuernavaca, 8,2 km norr om Temixco. Omgivningarna runt Temixco är en mosaik av jordbruksmark och naturlig växtlighet.